# Émile Claus
Pour les articles homonymes, voir Claus.
Émile Claus, né le 27 septembre 1849 à Vive-Saint-Éloi et mort le 14 juin 1924 à Astene, est un peintre belge, figure la plus brillante du luminisme.

## Biographie

### Famille
Émile Claus naît le 27 septembre 1849 à Vive-Saint-Éloi, petit village des Flandres sur les bords de la Lys, douzième des treize enfants d'Alexandre Claus (1794-1873) et de Célestina Verbauwhede (1807-1876), un couple de commerçants ruraux. Il est le cousin d'un des héros belges de la Première guerre mondiale, le lieutenant-général Aloïse Biebuyck.

### Débuts
Son père dirigeait l'auberge et l'épicerie In het Gildhuis à Vive-Saint-Éloi et n'appréciait pas beaucoup les qualités artistiques de son fils. Il l'envoie à Lille pour suivre une formation de boulanger, et c'est grâce à une introduction du compositeur Peter Benoit, dont le père était maître éclusier à Saint-Éloois, qu'Émile à vingt ans, put commencer sa formation de peintre à l'Académie royale des beaux-arts d'Anvers en 1869.  Il décide alors de se consacrer entièrement à la peinture. Une de ses premières toiles, datée de 1873, est un portrait posthume représentant le père de l'artiste mort quelques mois auparavant.
À l'Académie d'Anvers, il est élève de Jacob Jacobs, Nicaise De Keyser et Joseph Geefs. Après sa formation, il continue de vivre temporairement à Anvers, où il travaille à partir de juin 1874 dans l'atelier de Nicaise De Keyser. Il donne également des cours de dessin aux enfants de grandes familles anversoises et se fait une réputation parmi les citoyens anversois en tant que portraitiste. Il fait également ses débuts au Salon de Gand la même année 1874, avec un portrait de son ami le sculpteur Frans Joris, intitulé En travail,.
Il expose pour la première fois deux scènes de genre au Salon de Bruxelles de 1875 : La Veille de la fête de leur mère et Avril. En 1879 il s'embarque pour l'Afrique du Nord, trois ans avant le peintre Théo van Rysselberghe. À son retour, la lumière sera la vie de ses toiles et sa propre vie : il peint avec des couleurs élémentaires, il décompose le prisme et le réfracte à travers les tons.
Au contact de son ami Théo Verstraete, sa peinture, teintée de réalisme (Le vieux Jardinier de 1885, Les Sarcleuses de Lin de 1887), devient lumineuse et s'éclaircit.
En 1882, il installe sa résidence à Astene, village voisin de Laethem-Saint-Martin et appelle Zonneschijnsa villa sise au bord de la Lys. James Ensor dira à ce propos : « C'est là qu'il tirera le soleil en bouteille ». Émile Claus et Carl Nys organisent leur exposition conjointe du 13 au 22 février 1886, salle Verlat, à Anvers.
En 1886, il épouse Charlotte Dufaux, la nièce d'Édouard Dufaux, notaire à Waregem, avec qui il entretenait de longs contacts. Il avait fait son portrait en 1881 quand elle avait dix-neuf ans. Le mariage a lieu à Deinze, mais la fête de mariage est célébrée chez Léon Dufaux à Waregem. Il fait à nouveau son portrait en robe de mariée (Portrait de Mme Claus en robe de mariée, Musée de Deinze et du Pays de la Lys). 
Après son mariage, il s'installe définitivement dans un pavillon de chasse sur la Lys à Astene, où il séjourne régulièrement depuis environ quatre ans. Il lui donnera plus tard le nom de Villa Zonneschijn, d'après le livre du critique et poète Pol De Mont Prinses Zonneschijn. La villa deviendra le lieu de rencontre d'un large cercle d'amis, parmi lesquels des poètes, écrivains et sculpteurs tels que Cyriel Buysse, Camille Lemonnier, Henri Le Sidaner et Constantin Meunier. Cette année-là, il participe à de nombreuses expositions à Paris, en Allemagne, à Liverpool et même à la Nouvelle-Orléans.
En 1889, il loue à Paris, pendant trois ans, un atelier qu'il occupe l'hiver, après ses étés passés à Astene. Son ami Camille Lemonnier parle de sa vie de fièvre et de passion qui l'exalte, en revivant les heures héroïques de l'Art au contact des Maîtres de l'impressionnisme qui triomphe. Il se lie d'amitié avec le peintre intimiste et symboliste Henri-Eugène Le Sidaner, apprécie le naturalisme des peintres Frits Thaulow, Gaston La Touche et rompt avec son ancienne manière conventionnelle de peindre.

### La reconnaissance
Il expose La Récolte des betteraves (Musée de Deinze et du Pays de la Lys) au Salon de Bruxelles de 1890 avant de le montrer à Paris et à Munich, où il reçoit une médaille d'or aux côtés de Giovanni Segantini et Whistler. Cela le confirme comme peintre paysagiste et les critiques le placent parmi les artistes les plus importants du pays. Il a conservé cette toile dans son atelier jusqu'à sa mort et sa veuve en fit don à la ville de Deinze en 1942.
En 1891 il est un des fondateurs du cercle Les XIII à Anvers.
En 1894 il rencontre l'écrivain naturaliste Cyriel Buysse et une amitié se noue entre eux qui durera trente ans. Chaque fois que Buysse séjourne au Molenberg, dans la ville voisine de Deurle, ils se voient, correspondent fréquemment et voyagent ensemble. Claus s'intéresse beaucoup à la littérature et met l'écrivain en contact avec le poète et critique d'art Camille Lemonnier. En 1925, Buysse publie ses souvenirs de son ami dans « Emile Claus, mon frère en Flandre ».

### Liens avec l'École de Laethem
Paul Haesaerts dira de sa peinture : « Le dogme exige : travail en plein air, clairs orangés et ombres violettes, sujets joyeux, beaucoup de fleurs, des jardins, des prairies parsemées de renoncules, des champs de blés piqués de bleuets et, si possible, de petites paysannes souriantes et des gosses aux cheveux blonds - formes perdues dans un brouillard de lumière et exécutées à petits coups de pinceau capricants. La fidélité à ces quelques points essentiels garantit la qualité de la peinture et en assure le salut. »
Vers 1900, au moment où se forme le premier groupe de l'École de Laethem-Saint-Martin, Émile Claus est un grand monsieur fêté par la critique. Le luminisme leur sert de repoussoir et les aide, par contraste, à définir l'esprit qui sera celui de leur groupe. Environ dix ans plus tard, quand le deuxième groupe de Laethem se mettra à l'œuvre, loin de se détourner de Claus, les nouveaux venus se laisseront inspirer par lui, mais ce ne sera que pour s'en détacher très rapidement et cette fois avec violence. La plupart des peintres de Laethem ne s'accommodent pas de l'impressionnisme ; ils lui disent non une première fois — un non indifférent — puis ils se ravisent mais c'est pour le regretter aussitôt et lancer un nouveau non.
En juin 1899, il rejoint la Société nouvelle de peintres et de sculpteurs, avec une première exposition collective à la galerie Georges Petit à Paris en mars 1900. En 1905, il devient membre du cercle anversois L'Art Contemporain (Kunst van Heden).

### Le succès
Les grandes expositions internationales le réclament avec enthousiasme, les musées acquièrent ses œuvres et il fonde, en 1904, le Cercle Vie et Lumière auquel participent Ensor et Georges Lemmen. Il vient rendre visite à la colonie artistique d'Étaples.
En 1905, il expose à Bruxelles, au Cercle artistique, cinquante-deux toiles qui le consacrent comme le peintre qui a fait entrer dans l'art un paysage nouveau ; Camille Lemonnier affirme : « Il avait créé une Flandre des peintres que la peinture ignorait encore. ».

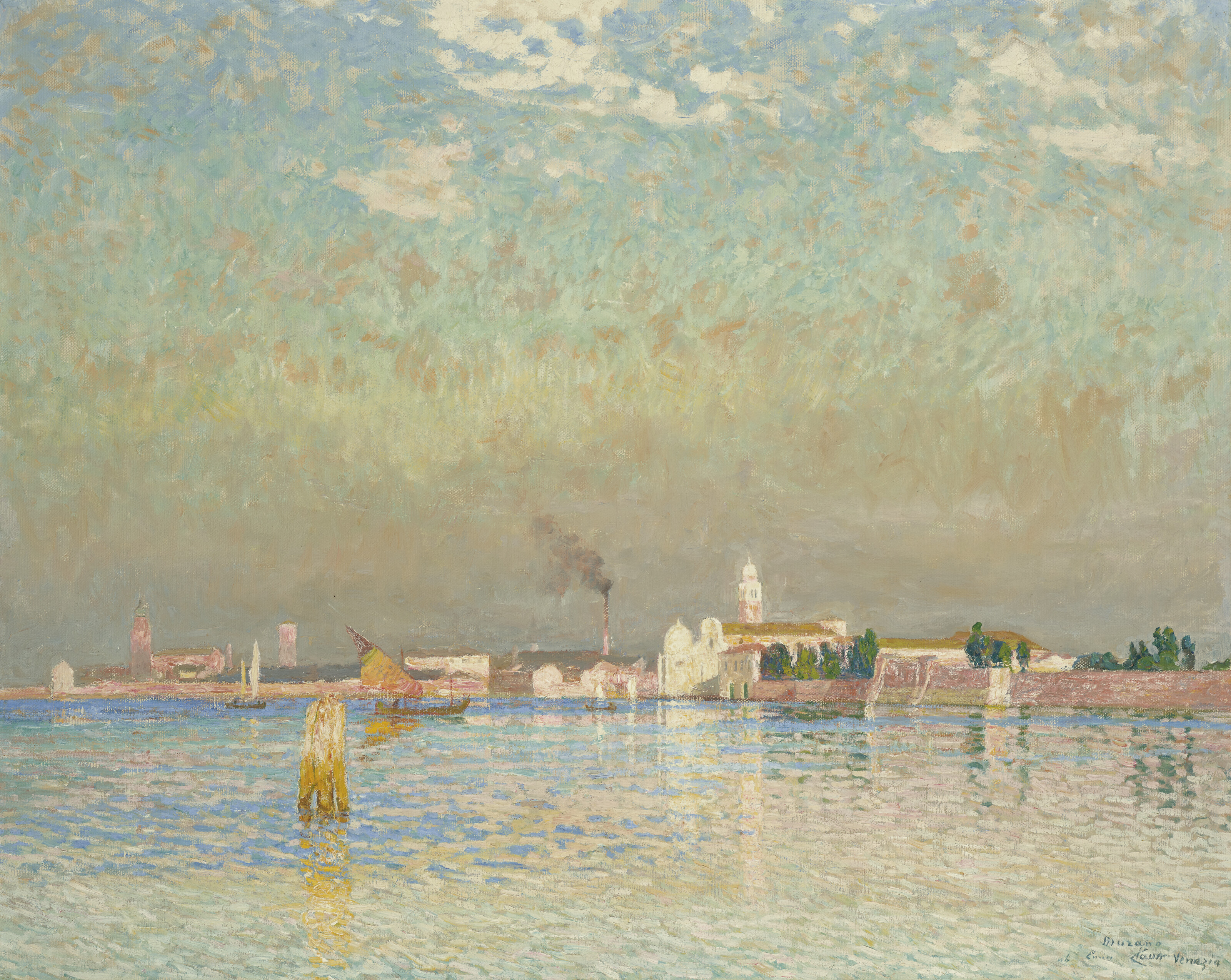
Vue de Murano, Venise, 1906
Collection privée

Il voyage beaucoup les années suivantes, entre autres aux États-Unis, en 1907, où il fait partie du jury d’exposition du Carnegie Institute de Pittsburgh. Dans les pas de Claude Monet, il séjourne à deux reprises à Venise, dont une fois, en 1906, en compagnie d'Henri Le Sidaner.
Au sommet de sa gloire et financièrement aisé, il se voit forcé, à soixante-cinq ans, de se réfugier, à contre gré, pendant toute la Première Guerre mondiale à Londres où il peint, fortement influencé par Monet, une série de vues de la Tamise, connues comme les Réflexions sur la Tamise.
Les critiques dans les années suivantes ne sont pas toujours favorables, et se montrent parfois sarcastiques:
- Gustave Vanzype écrit, en 1929 : « Il exécuta une série d'impressions où la clarté lutte vainement contre les brumes et les fumées, toiles que nous vîmes, en 1920, à Bruxelles, qui sont d'un maître, certes, mais qui ne sont pas tout à fait de Claus. »[22].
- Paul Haesaerts évoque « l’impressionnisme banal, vulgarisé par des ouvriers d’art comme Heymans et Claus » et Ensor le traite de « chatouilleur de rétines bourgeoises (…)»[23].

L'exil en Angleterre
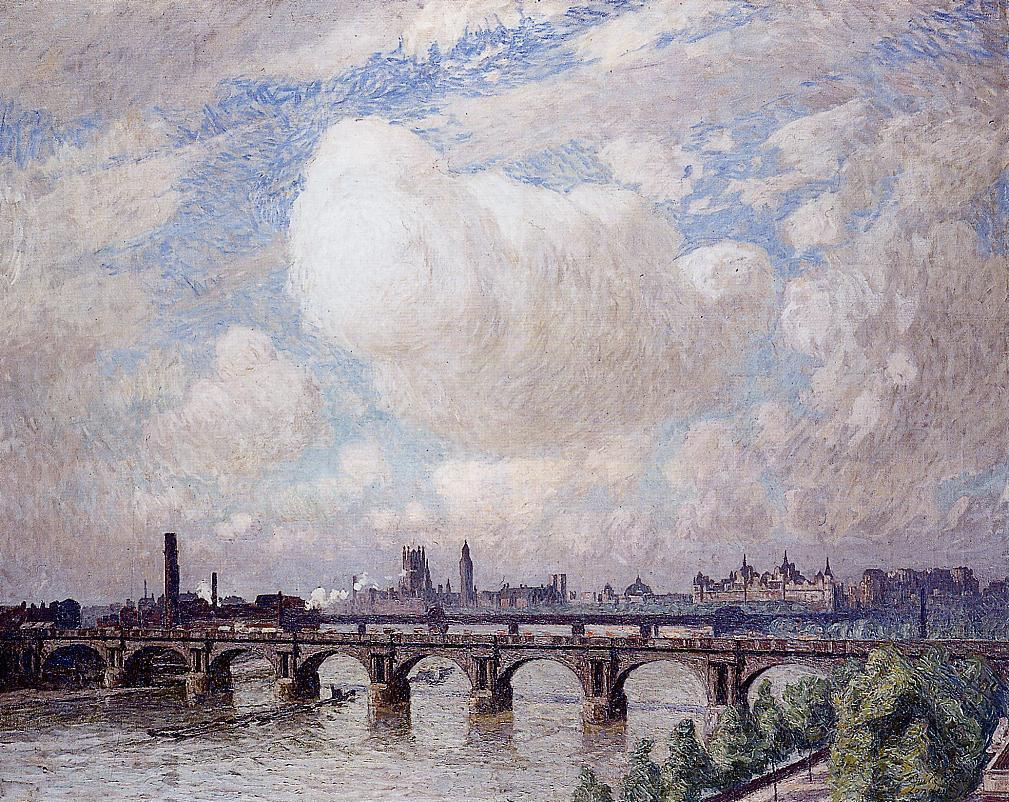
Le Pont de Waterloo au soleil (1916) collection privée
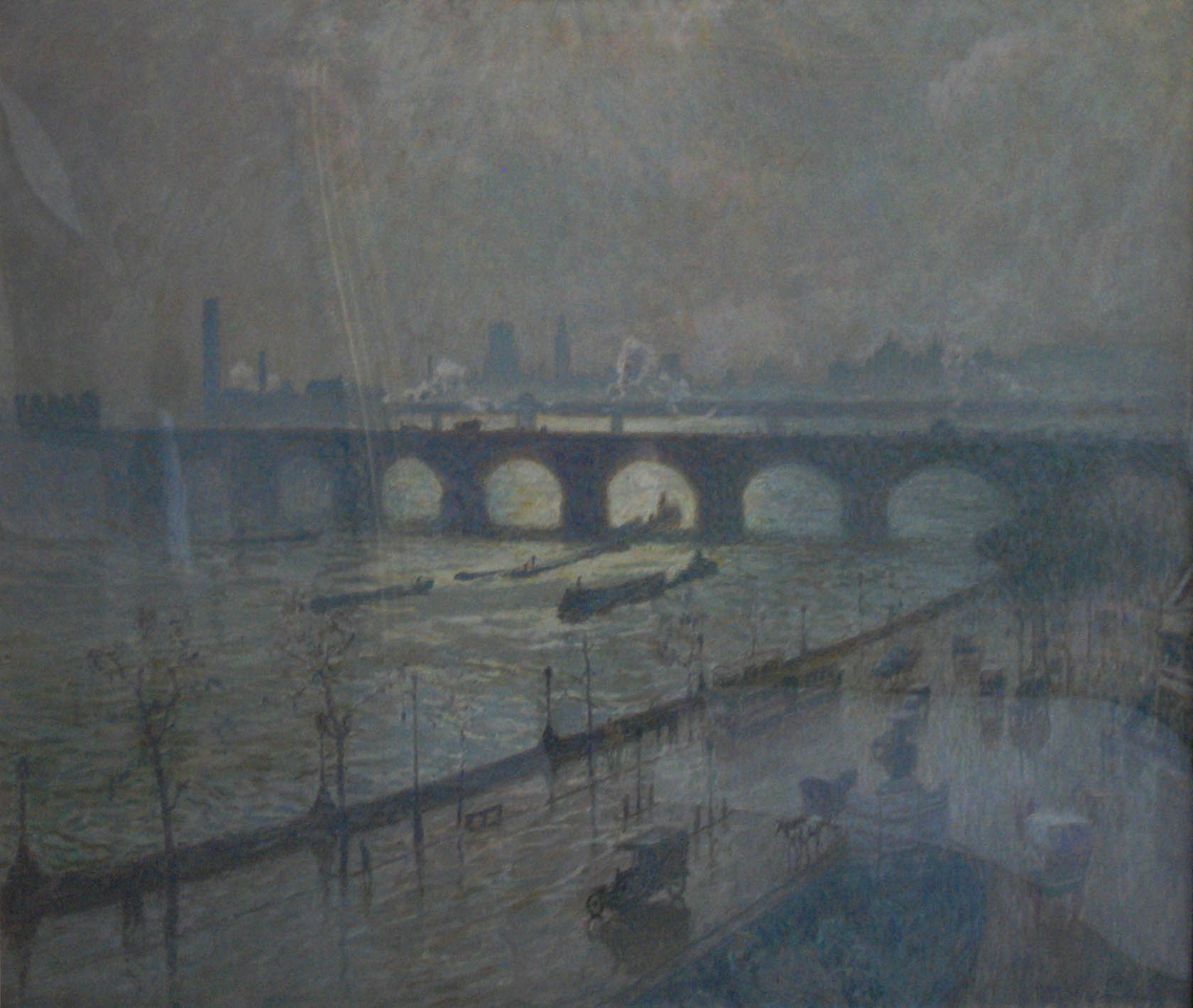
Waterloo Bridge, soleil et pluie. Mars (1916) Musées royaux des Beaux-Arts de Belgique
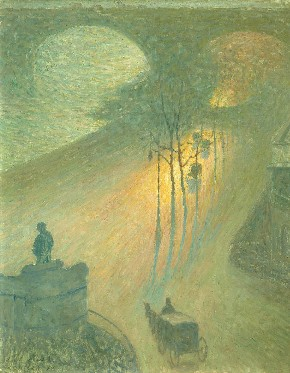
Coucher de soleil, Londres (1917) Musées royaux des Beaux-Arts de Belgique
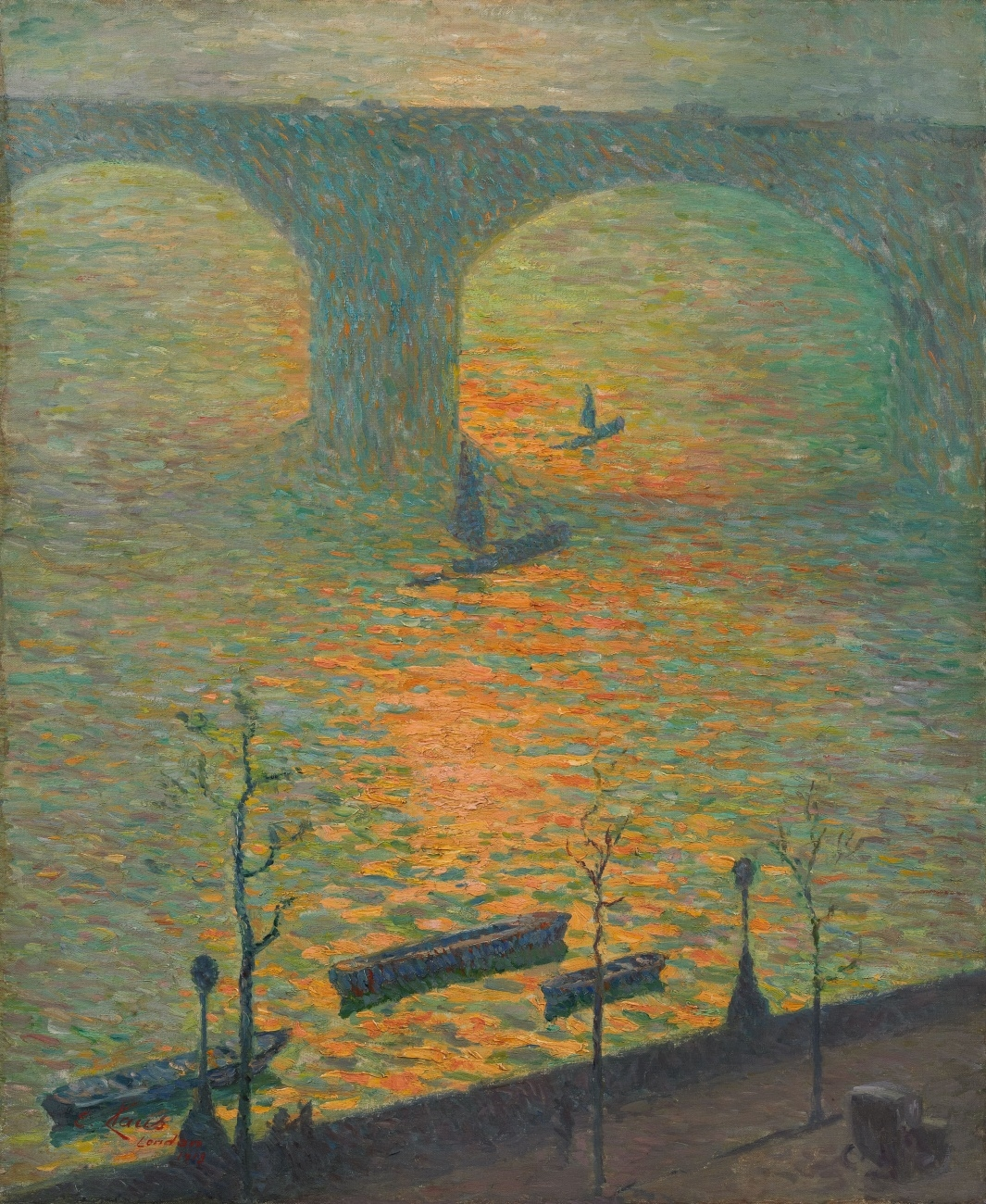
Londres (Pont de Waterloo) (1918) collection privée
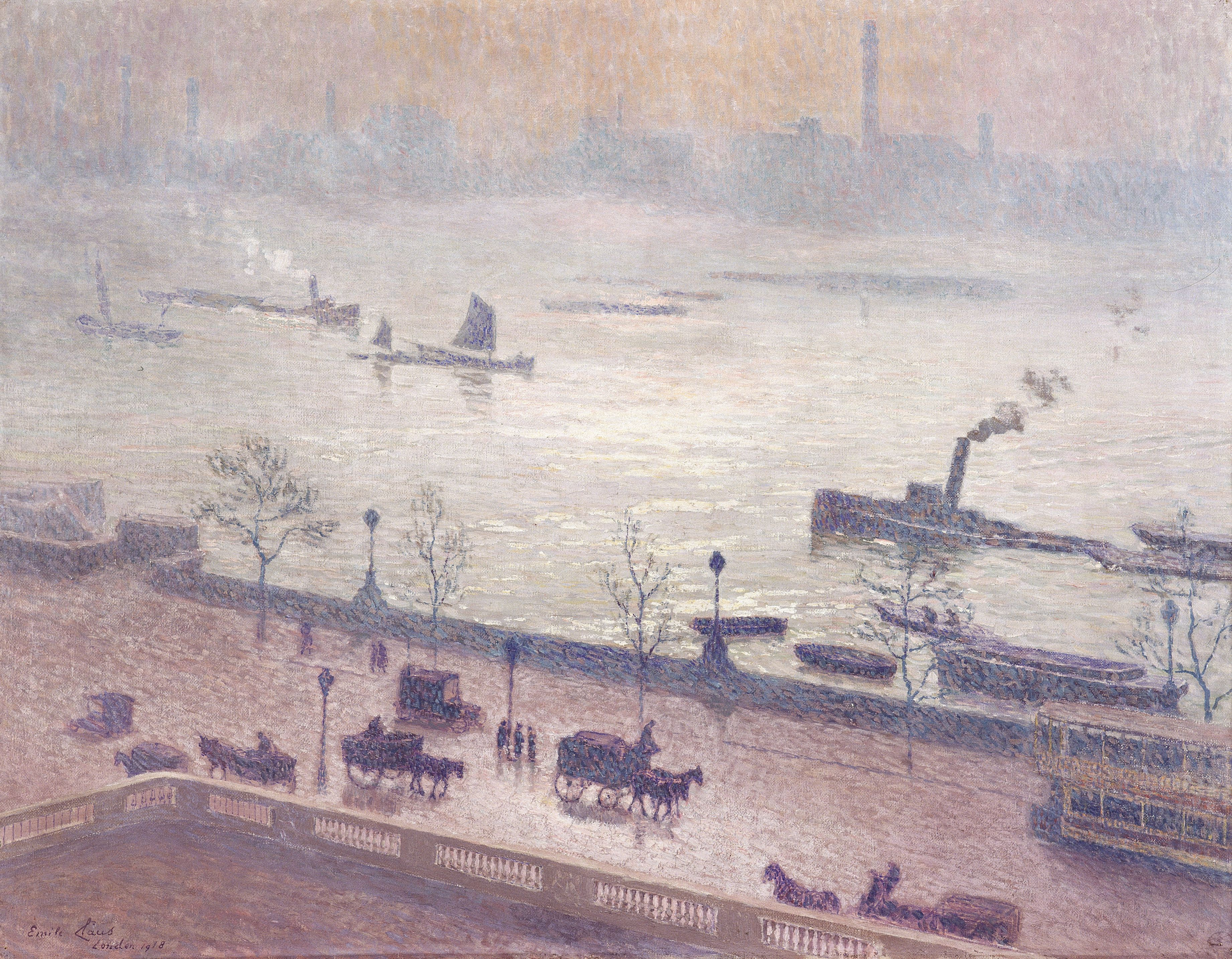
Reflet de lumière au matin, sur la Tamise à Londres (1918) Musée des Beaux-Arts de Gand

À la fin de la guerre, en 1918, il revient à Astene.
Fidèle à sa vision de la nature et méritant son nom de Peintre du Soleil, il y meurt le 14 juin 1924. La toile qu'il travaillait encore la veille, Moisson d'or, est restée inachevée sur chevalet.
Initialement, Claus est au cimetière communal. Mais à la suite des actions de Jenny Montigny, la talentueuse élève de Claus devenue par la suite sa maîtresse, qui ne cessait d'orner sa tombe de fleurs, sa veuve, Charlotte Dufaux, décide de le faire exhumer et inhumer dans le jardin devant sa villa à Astene.

## Distinctions
- Chevalier de l'ordre de Léopold (16 janvier 1892)[25].
- Officier de l'ordre de Léopold (par arrêté royal du 19 mars 1903)[26].
- Commandeur de l'ordre de Léopold (14 novembre 1919)[27].

## Honneurs
- Membre de l'Académie royale des Sciences, des Lettres et des Beaux-Arts de Belgique (1911)[28],[29].

## Élèves
- Yvonne Serruys (1873-1953), elle débute avec lui, puis revient à partir de 1894.
- Georges Buysse à Gand, Adrien-Joseph Heymans à Termonde, Alphonse Proost à Anvers, Georges Lemmen, Marie-Antoinette Marcotte et George Morren à Bruxelles.
- Marguerite Robyns à Astene[30].

## Œuvre

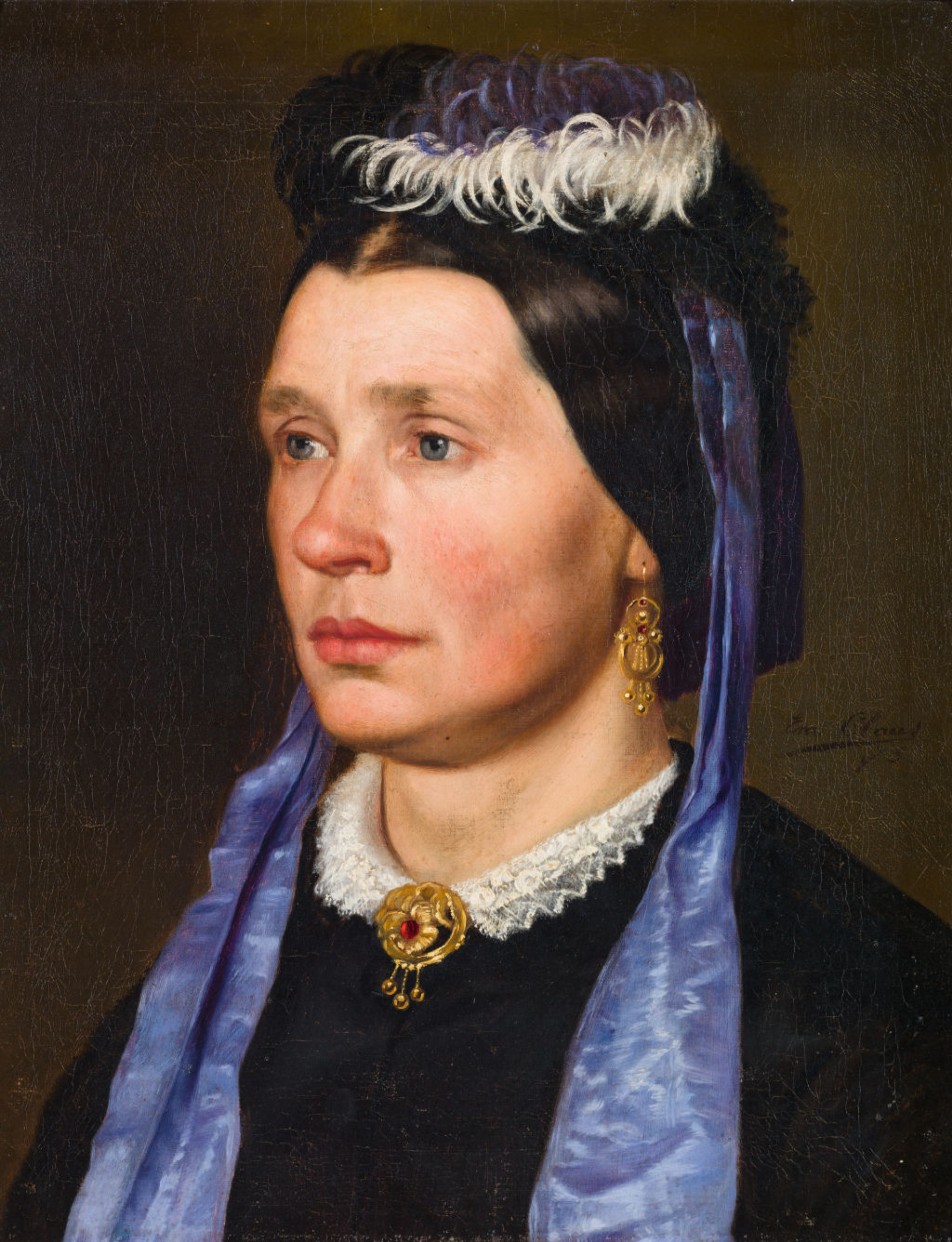
Clémence Claus, sœur du peintre, 1873
Musée de Deinze et du Pays de la Lys

Ses portraits, bien qu'appréciés par la bourgeoisie anversoise, ne sont pas très innovants. Ils s'inscrivent dans la lignée de ceux de Jan Verhas, Édouard Agneessens, Alfred Cluysenaar, Gustave de Jonghe et Jan Van Beers.

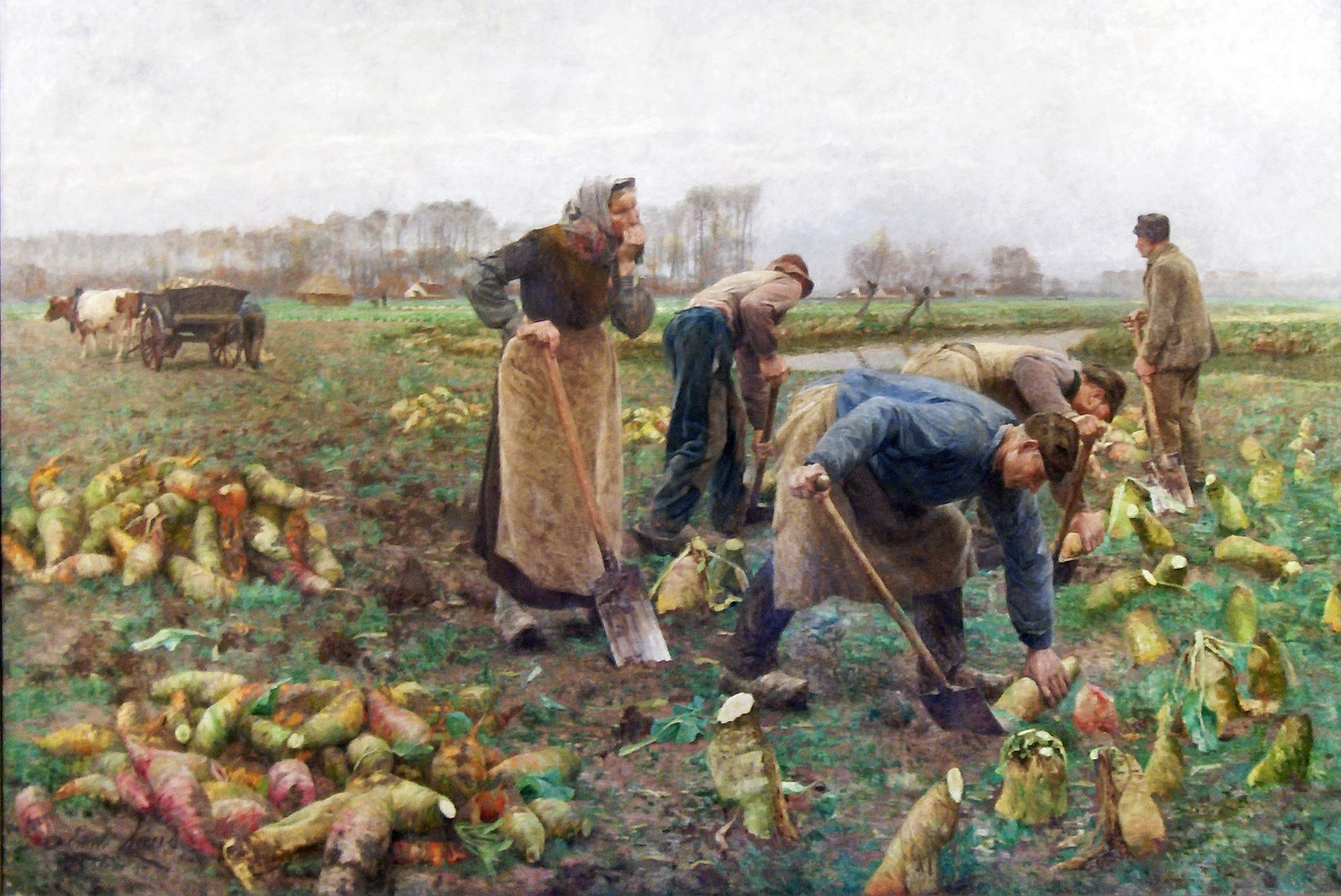
La Récolte des betteraves, 1891
Musée de Deinze et du Pays de la Lys

Il évolue d'un réalisme clair dans le style de Bastien-Lepage, vers une technique impressionniste. Même s'il a toujours gardé des formes parfaitement identifiables, il utilise des couleurs vives pour fixer l'impression vivante de la lumière du soleil dans la nature.
La Récolte des betteraves en Flandre, achevée en 1890, peut être considérée comme une œuvre charnière dans son œuvre. Elle conclut sa période plus réaliste et annonce le luminisme de la période vers 1900.

Le Luminisme
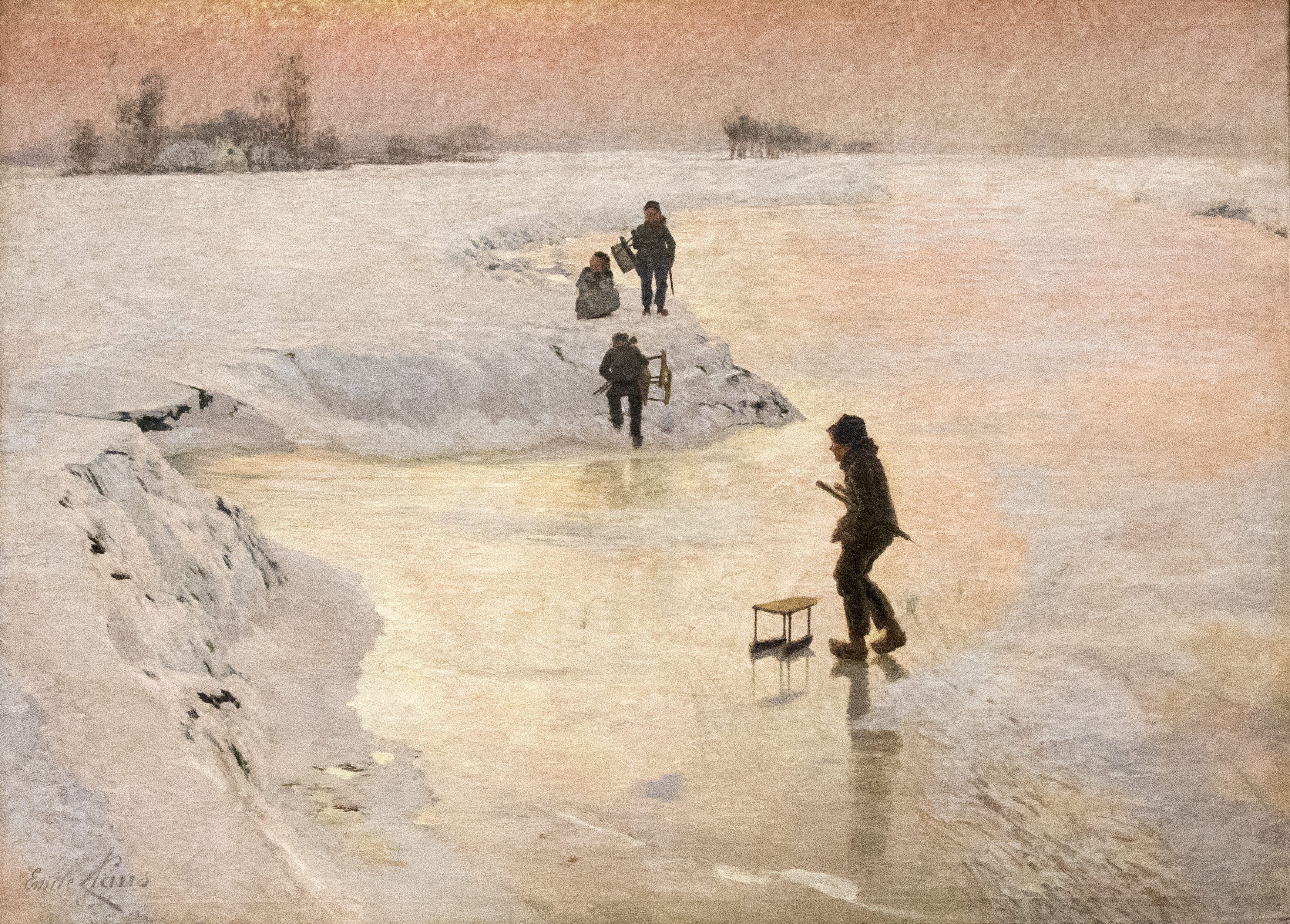
Les Patineurs, 1891 Musée des Beaux-Arts de Gand
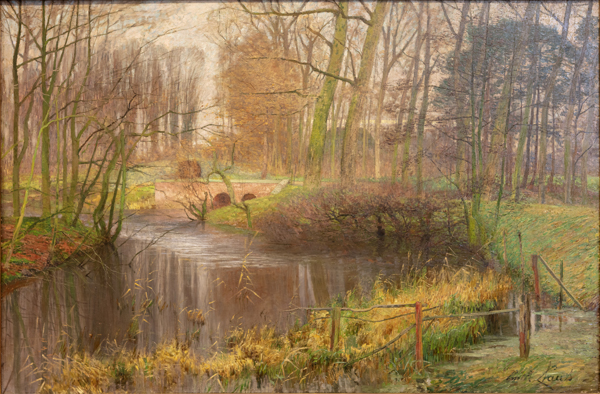
Le Parc d'Ooidonk, 1892 vers Musée de Deinze et du Pays de la Lys
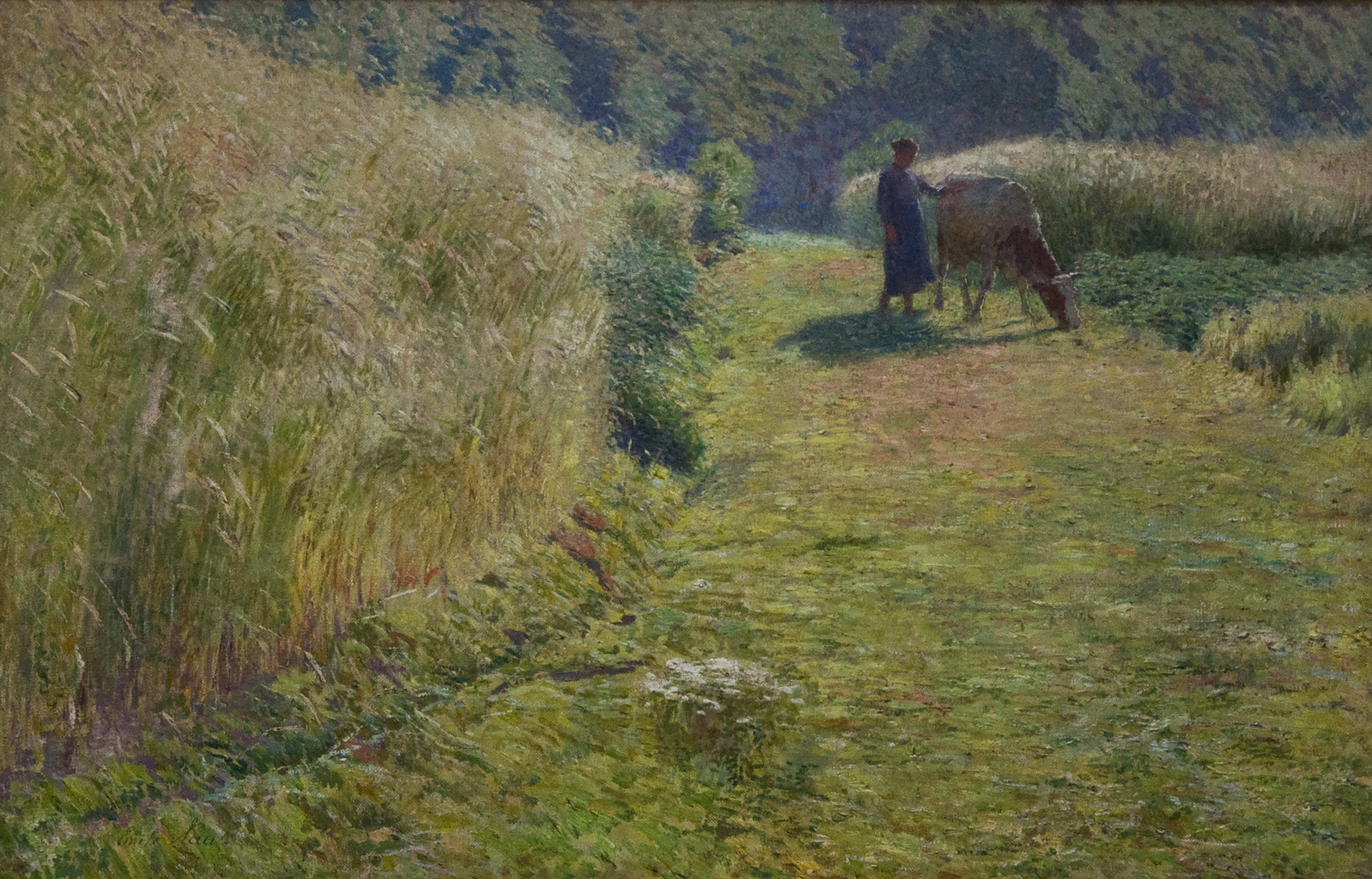
L'Été, 1893 Musée royal des beaux-arts d'Anvers
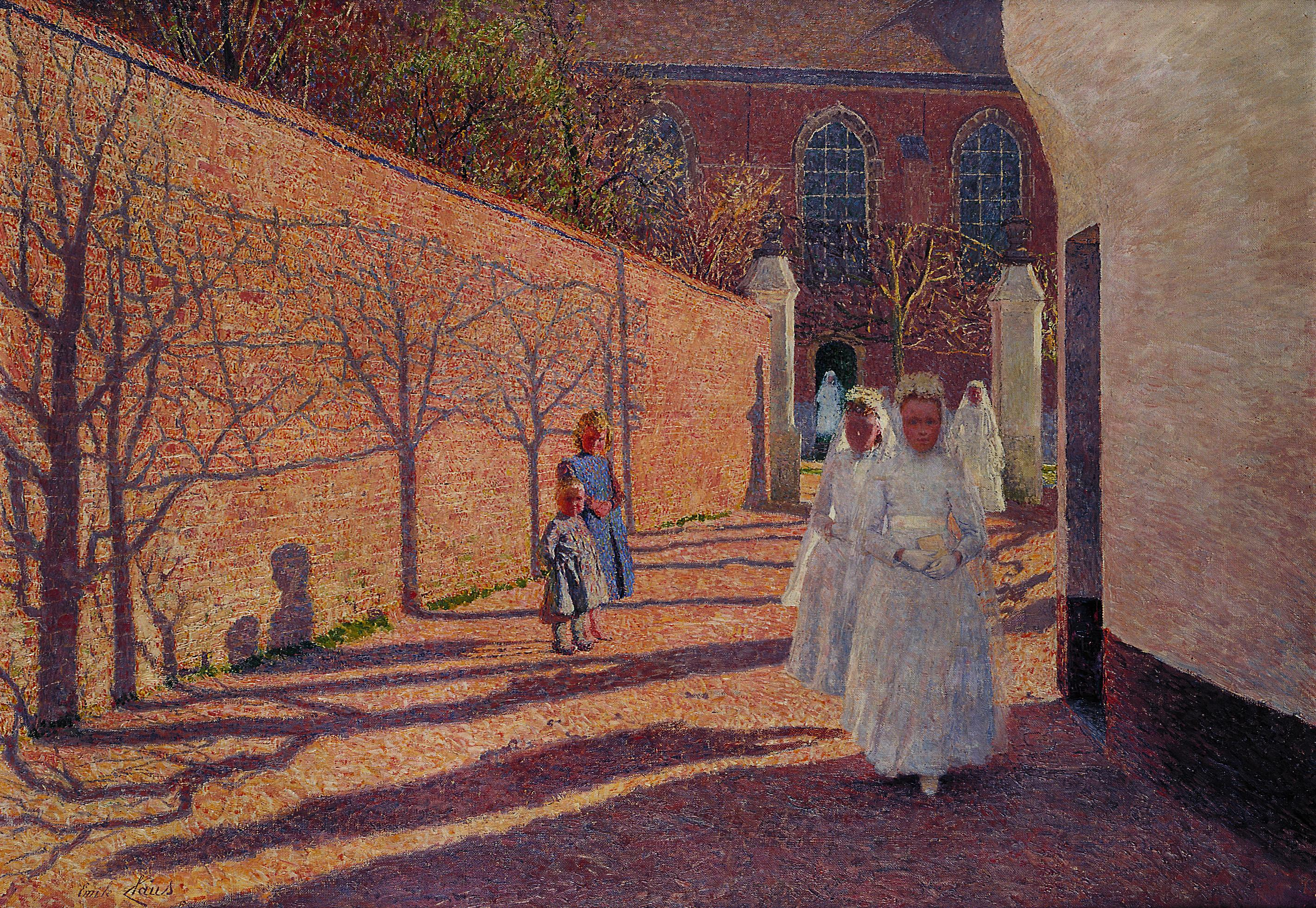
Les Communiantes, 1893 Belfius Art Collection
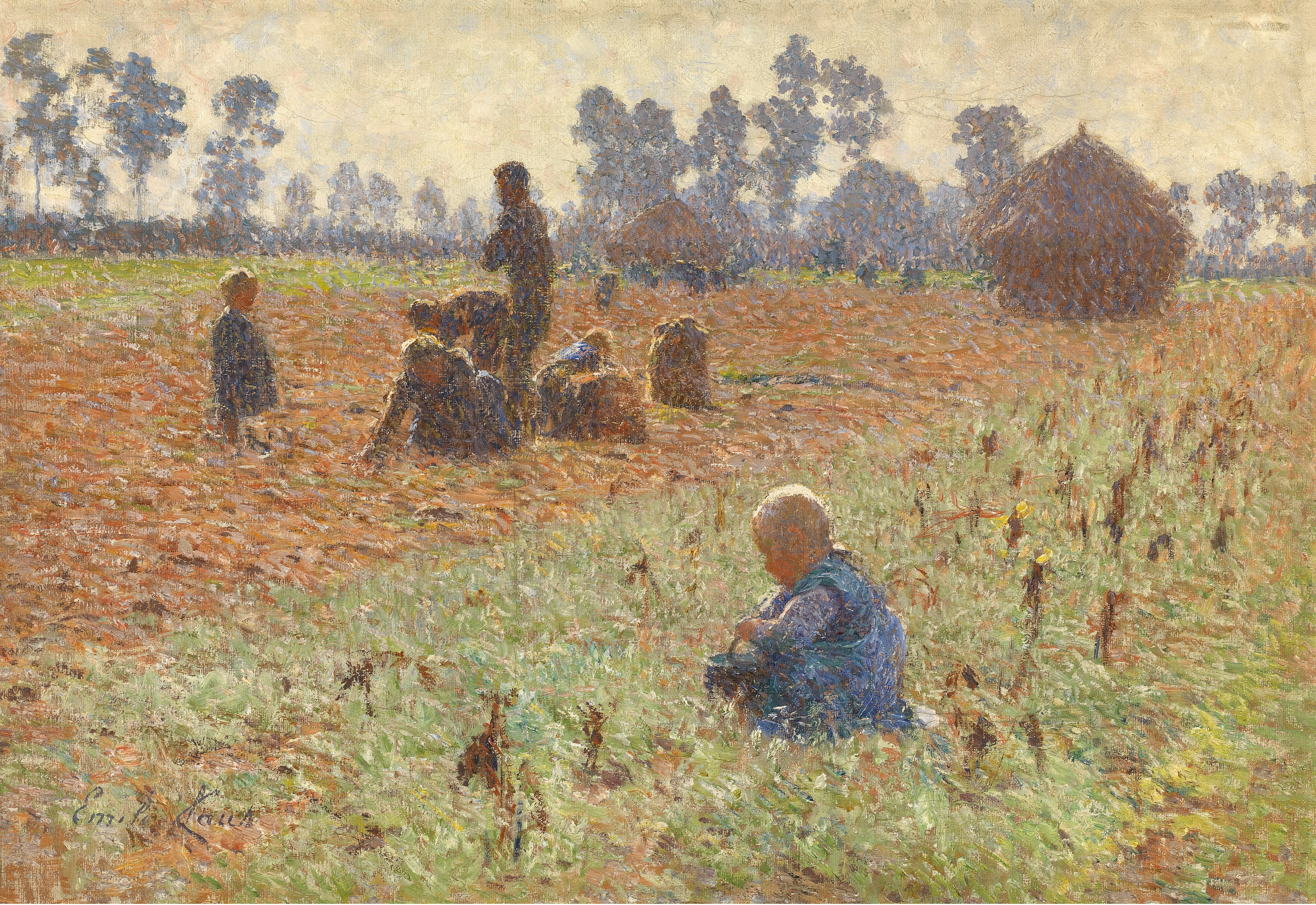
Les Glaneurs, 1894 Musée des Beaux-Arts de Gand

## Postérité

Monument
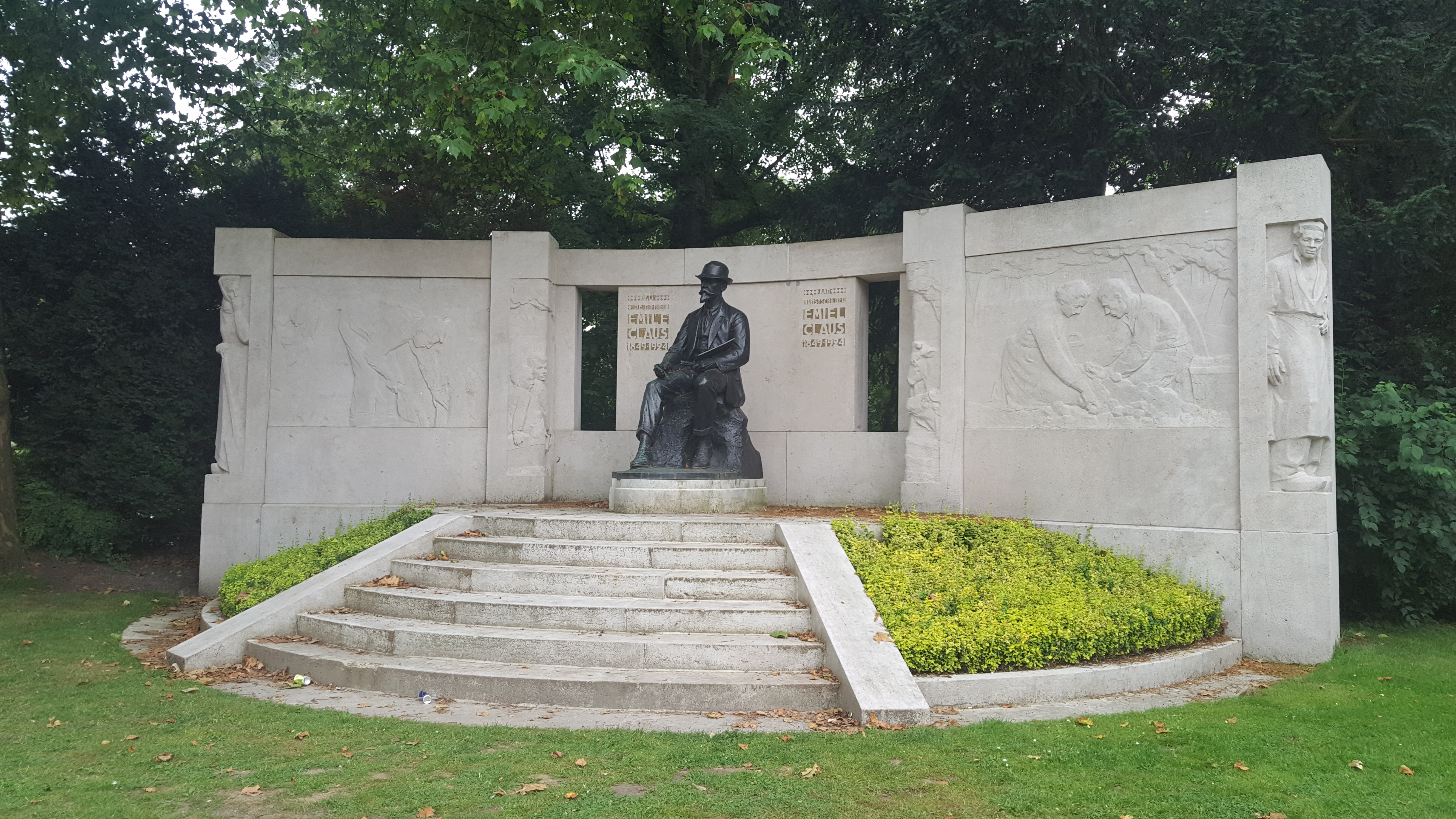
Monument à Émile Claus (1926) par Yvonne Serruys, Gand, Citadelpark.

#### Lire aussi
- Gabriel Mourey, The Work of Emile Claus, in The Studio, issue 77, Augustus 1899, p. 143-157.
- Camille Lemonnier, Emile Claus, Brussel, 1908.
- Gustave Vanzype, Notice sur Émile Claus, paru dans l'Annuaire de 1929, Académie royale de Belgique, 33 p., Bruxelles.
- Serge Goyens de Heusch, L'impressionnisme et le fauvisme en Belgique, Fonds Mercatorfonds, Anvers - Albin Michel, Paris, 1988, 473 p. (ISBN 978-2-226-03508-0)
- Francis Maere (made for the Christie's Fine Arts Course of 1986-1987), Emile Claus (1849-1924): The London-period (1915-1918) situated in his oeuvre, 1986-1987, 51 p.